# كأس يوغوسلافيا 1990–91
كأس يوغوسلافيا 1990–91 هو موسم من كأس يوغوسلافيا. أقيم خلال الفترة 8 أغسطس 1990 وحتى 8 مايو 1991، وأشرف على تنظيمه اتحاد صربيا لكرة القدم، وكان عدد الأندية المشاركة فيه 5141، وفاز فيه هايدوك سبليت.